# Allentsgschwendt
Allentsgschwendt ist eine Ortschaft und eine Katastralgemeinde der Marktgemeinde Lichtenau im Waldviertel im Bezirk Krems-Land in Niederösterreich. Die Ortschaft hat 145 Einwohner (Stand 1. Jänner 2024). Bis Ende 1967 war Allentsgschwendt eine eigenständige Gemeinde.

## Geografie
Das Dorf liegt westlich von Lichtenau. Die Landesstraße L76 führte bis Sommer 2022 durch den Ort und umfährt diesen seither nördlich.

## Geschichte
Die früheste urkundliche Nennung des ursprünglich landesfürstlichen Lehens stammt aus dem Jahre 1303. Der Name des Ortes lässt sich auf den Vornamen „Adalhart“ sowie auf das althochdeutsche „suetan“ zurückführen, das schwinden machen oder roden bedeutet. Beim Ort gab es eine kleine Burganlage, deren Lage heute nicht mehr lokalisiert werden kann. Im 14. Jahrhundert sind hier die Herren von Maissau als Besitzer nachgewiesen, die auch die Patrone der hiesigen Pfarrkirche waren. Die Pfarre von Allentsgschwendt geht auf das Jahr 1332 zurück. Ab 1476 war die Burg vermutlich im Besitz des Landesfürsten und 1498 belehnte Kaiser Maximilian I. den Kärntner Knappen Kaspar Bschänick mit dem „Lichtenau-Hof“, zwei Höfen zu Allentsgschwendt und den dazugehörigen Gründen als Belohnung für seine Dienste. 1532 bestätigt Ferdinand I. dieses Lehen den Söhnen von Kaspar Bschänick. Der Nachfahre Ägidius Bschänick wurde 1554 in den Ritterstand erhoben. 1587 gelangte der Besitz an den protestantischen Wolf Christoph Veldendorfer von Wardein zu Baumgarten. Nachdem die Burg zu Beginn des Dreißigjährigen Krieges von den Böhmen geplündert und niedergebrannt worden war, wurde sie dem Verfall preisgegeben, wovon 1639 die Erwähnung „Adeliges Purkstall zu Allentsgschwendt ist durch Kriegsfeuer abgebrannt und nur die Mauern stehen“ zeugt. 1658 gelangt das Gut an Bernhard Zäggler, ihm folgt 1662 Matthias Ernst Spindler und 1664 Adam Max Graf von Trautmannsdorf und war seither Bestandteil der Herrschaft Brunn am Walde.
Im Jahr 1822 wurde der Ort als Dorf mit 34 Häusern genannt, das nach Lichtenau eingepfarrt war und wohin auch die Kinder eingeschult wurden. Die Herrschaft Brunn am Walde besaß die Ortsobrigkeit und besorgte die Konskription. Die Landgerichtsbarkeit übte die Herrschaft Ottenschlag aus. Der im Ort liegender Meierhof war bis etwa 1840 in Verwendung und verfiel danach.
Im Jahr 1938 war laut Adressbuch von Österreich in der Ortsgemeinde Allentsgschwendt ein Fleischer, zwei Gastwirte, ein Gemischtwarenhändler, drei Holzhändler, ein Landesproduktehändler, ein Sägewerk, ein Sattler, zwei Schmiede, ein Schneider, ein Schuster, ein Stechviehhändler, ein Tischler, ein Viktualienhändler und mehrere Landwirte ansässig.
Mit 1. Jänner 1968 wurden im Zuge der Niederösterreichischen Kommunalstrukturverbesserung die bis dahin selbständigen Gemeinden Allentsgschwendt, Ladings, Lichtenau und Taubitz nach Loiwein eingemeindet. Mit 10. September 1968 wurde Loiwein dann in Lichtenau im Waldviertel umbenannt.

## Ehemalige Burganlage
Über die beim Ort gelegene Burg wird berichtet, dass sie im Jahr 1619 von einfallenden böhmischen Truppen niedergebrannt und danach nicht wieder aufgebaut wurde. Zur Lage der ehemaligen Burg gibt es mehrere Vermutungen, jedoch kaum Funde, mit denen man eine dieser Vermutungen stützen könnte. Die Burg könnte im Bereich des späteren Meierhofes gewesen sein, wofür es aber beim Meierhof keinerlei Funde gibt, die diese Vermutung bestätigen. Die Burg könnte auf dem Hohenwarth (725 m ü. A.) südlich von Allentsgschwendt gewesen sein, wofür ebenso nur spärliche Funde sprechen. Die Burg könnte bei der Kirche gewesen sein, es könnte eine Burg-Kirchen-Anlage gewesen sein, jedoch gibt es auch dafür keine eindeutigen Belege.

## Sehenswürdigkeiten
- Filialkirche Allentsgschwendt, hl. Lorenz, eine kleine, im Baukern romanische Kirche

## Persönlichkeiten
- Hans-Dieter Roser (1941–2022), Historiker, Germanist, Musik- und Theaterwissenschaftler und Dramaturg, wurde hier geboren